# Hujtun-csúcs
A Hujtun-csúcs (mongolul Хүйтэн оргил [Hujtun orgil], am. Hideg-csúcs) Mongólia legmagasabb pontja az ország nyugati részén, a kínai határ mentén található. Régebben Barátság-csúcs (Найрамдал Уул [Najramdal Úl]) volt a neve.
A hegycsúcs 4374 méter magas és vastag hósapka borítja.
A Hujtun-csúcs az egyike a Tavan Bogd-hegység öt csúcsának. Az egyik ilyen hegycsúcs képezi az orosz-kínai-mongol hármashatárt. Nemzetközi megállapodások alapján a hegycsúcs elnevezése Tavan Bogd-csúcs. Más források szerint a Najramdal-csúcs képezi a hármashatárt jelző pontot.
A Hujtun-csúcs első meghódítását a mongol kormány szponzorálta 1963-ban.

## Fordítás
Ez a szócikk részben vagy egészben  a   Khüiten Peak című angol Wikipédia-szócikk ezen változatának fordításán alapul.  Az eredeti cikk szerkesztőit annak laptörténete sorolja fel. Ez a jelzés csupán a megfogalmazás eredetét és a szerzői jogokat jelzi, nem szolgál a cikkben szereplő információk forrásmegjelöléseként.